# TV Heppenheim
Der Turnverein Heppenheim 1864/91 e.V. ist ein deutscher Sportverein, der die Sportarten Basketball, Leichtathletik, Taekwondo, Turnen und Volleyball anbietet.

## Geschichte
Der Verein wurde 1864 gegründet und in den Jahren 1891 und 1945 wiedergegründet.
Überregionale Bedeutung erlangte der Verein durch seine Leichtathletikabteilung, die regelmäßig Teilnehmer der Deutschen Leichtathletikmeisterschaften stellt. Florian Schwarthoff hält seit 1995 den deutschen Meisterschaftsrekord im 110-Meter-Hürdenlauf.